# Una mujer
Una mujer é uma telenovela mexicana, produzida pela Televisa e exibida pelo El Canal de las Estrellas entre 14 de setembro de 1978 e 25 de janeiro de 1979.
Era uma mini telenovela semanal exibida nas quintas feiras às 17:30.

## Elenco
- Elsa Aguirre
- Dolores Camarillo
- Tony Carbajal
- Arturo Cobo